# تعداد العراق
تعداد سكان العراق هو إحصاء سكاني تُجريه حمهورية العراق، وتُشرف عليه وزارة التخطيط متمثله بالهيئة العامة للإحصاء بغرض جمع ونشر المعلومات الديموغرافية والاجتماعية والاقتصادية للسكان.

## التاريخ
اجري أول تعداد للسكان في العراق عام 1919 على يد الإدارة البريطانية للعراق وظهر أن سكان العراق آنذاك أكثر من مليونين وثمانمائة ألف وفي عام 1927 أجري تعداد آخر غير أن نتائجه ألغيت بسبب الأخطاء التي رافقت العملية ثم اجري تعداد آخر عام 1934 وهذا التعداد أجري لغرض الانتخابات دون أن تذكر فيه أعداد السكان في العراق ثم اجري تعداد 1947 حيث بلغ عدد السكان في هذا التعداد بلغ حوالي 4,826 مليون نسمة. وهذا التعداد نجح بشدة مما دعا حكومة المملكة العراقية لإقرار قانون يقضي بإجراء تعداد للسكان كل 10 سنوات وهذا ما جرى في العقود اللاحقة من تاريخ العراق. وفي عام 1957 اجري تعداد للسكان، الذي يعد اافضل التعدادات تنظيما ودقة من السابق، وقد بلغ عدد السكان خلاله 6.3 مليون نسمة أي أن العراقيين ازدادوا بمعدل نمو سنوي قدره (2.68%) للمدة 1947–1957.
ويعد تعداد 1957 آخر تعداد في العهد الملكي وفي العهد الجمهوري حدث أول تعداد عام 1965 حيث بلغ عدد سكان العراق آنذاك 8,972,230 نسمة وبمعدل نمو 3,10% سنويا. وفي عام 1977 اجري تعداد آخر حيث أعلنت الحكومة آنذاك حظر تجوال في يوم التعداد وبلغ عدد السكان 12,000,497 نسمة ونسبة نمو بلغت 3,38%. وبعد عشر سنوات حدث تعداد آخر في عام 1987 بلغ عدد سكان العراق في تلك السنة 16,335,199 نسمة مع زيادة سنوية بعدد السكان بلغت 3,13%. وفي عام 1997 اجري آخر تعداد سكاني للعراق وبسبب الظروف التي كان يمر بها العراق في تلك الفترة فلم يتم شمول محافظات (أربيل، السليمانية، دهوك)، والتي كانت تسمى آنذاك بمنطقة الحكم الذاتي. وبلغ عدد سكان العراق في هذا الإحصاء 22,026,244 نسمة عدا سكان إقليم كردستان العراق.

## الأهداف
يهدف جمع ونشر المعلومات الديموغرافية والاجتماعية والاقتصادية للسكان إلى:
- تحديد عدد مقاعد مجلس النواب العراقي.
- تحديد حصة المحافظات من الموازنة العامة.
- توفير متطلبات الدولة واحتياجات المخططين والباحثين من البيانات الأساسية عن السكان والمساكن التي تتطلبها خطط التنمية.
- إيجاد قاعدة عريضة من البيانات واستخدامها كأساس موثوق به في إجراء الدراسات والبحوث التي تتطلبها برامج التنمية الاقتصادية والاجتماعية والإدارية.

## التعدادات السابقة
جرت في العراق ثمانية تعدادات سكان رسمية سابقًا، آخرها تعداد العراق 2024.
| رقم التعداد | السنة | عدد السكان      |
| ----------- | ----- | --------------- |
| 1           | 1919  | 2,849,282 نسمة  |
| 2           | 1947  | 4,826,000 نسمة  |
| 3           | 1957  | 6,339,960 نسمة  |
| 4           | 1965  | 8,972,230 نسمة  |
| 5           | 1977  | 12,000,497 نسمة |
| 6           | 1987  | 16,335,199 نسمة |
| 7           | 1997  | 22,026,244 نسمة |
| 8           | 2024  | 46,118,793 نسمة |

## توقعات السكان
توقعات السكان أو الإسقاطات السكانية تُجرى سنويًّا من قِبل وزارة التخطيط وتُعلن نتائجها عبر تقارير الهيئة العامة للاحصاء.